# حقوق ارتباطات
حقوق ارتباطات بررسی و مطالعه قوانین و مقررات حاکم بر حوزه ارتباطات و فناوری اطلاعات می‌باشد. تغییر و تحول و دگرگونی در علم حقوق ارتباطات بیش از هرکدام از رشته‌های حقوق می‌باشد، چرا که وسایل ارتباط هر روز پیشرفت می‌کند و دچار تغییر و تحولات گوناگون می‌شود و متخصص این علم را وادار می‌کند که دانش خود را به روز نگاه دارد. زمانی پیشرفته‌ترین وسیلهٔ ارتباطی رادیو و تلفن‌های سیمی بود، پس از آن تلویزیون، سینما و تلفن‌های بی سیم به عرصهٔ ارتباطات وارد شد و امروز شاهد انواع ابزارهای ارتباط تصویری هستیم که در کسری از ثانیه امکان برقراری ارتباط میان نقاط گوناگون جهان را فراهم می‌کنند. این پیشرفت‌ها به همان میزان که برای رفاه بشر و سهولت زندگی وی مفید است، چنانچه قواعد و مقررات لازم را نداشته باشد، می‌تواند به چالشی مهم برای وی بدل شود! برای مثال وجود ابزار ارتباط تصویری هرچند محسنات فراوانی را دربر دارد لکن چنانچه چهارچوب مشخصی برای آن کاربری آن تبیین نشود، می‌تواند ناقض حریم خصوصی افراد نیز باشد! در حوزهٔ ارتباطات مخابراتی، در همهٔ دنیا، مردم شاهد پیامک‌های تبلیغاتی فراوان در طول روز هستند؛ آیا شرکت‌های تجاری حق دارند بدون خواست صاحب تلفن همراه، اقدام به ارسال این پیامک‌ها نمایند؟ وقتی افراد اقدام به تأسیس رادیویی نمایند، چه مقرراتی لازم است تا از تداخل امواج رادیویی جلوگیری شود؟ همهٔ این مسائل که تنها نمونه‌هایی از چالشهای عرصهٔ ارتباطات است، در حوزهٔ کار حقوق ارتباطات جای دارد و تلاش متخصصین این رشته را می‌طلبد.از مطرح ترین دانشجویان این رشته می توان به محمد رحمان سالاری دبیرکل جمعیت پیروان ولایت کشور اشاره کرد.
فضای مجازی امروزه بدلیل گستردگی و نفوذ در حوزه روابط اجتماعی جایگاه بسیار مهمی پیداکرده است.چراکه بسیاری از روابط در عالم حقیقی و واقعی جای خود را به روابط مجازی در گستره شبکه ها و پلتفرمهای مجازی داده است لذا همانطورکه در عالم واقعی رعایت حقوق عمومی و خصوصی و حریم خصوصی مهم و قابل توجه است در فضای مجازی هم رعایت این حقوق جهت ایجاد نظم عمومی و رعایت حقوق فردی و اجتماعی لازم و ضروری است. هرچند در کشور ایران بدلیل فقدقوانین و دستورالعملهای مربوط به این فضا همچنان در این موضوع دچار کمبود قوانین و حتی کمبود نظارت هستیم. باید با برگزاری نشست‌ها و کرسی های علمی و پژوهشی به این مهم دست پیداکرد.

## حقوق ارتباطات جمعی
- حقوق مطبوعات؛
- حقوق رادیو و تلویزیون؛
- حقوق سینما و سایر مراکز نمایشی و ارتباط جمعی مانند سالنهای تئاتر و...

## حقوق ارتباطات دور
- حقوق پست؛
- حقوق تلفن بی‌سیم و تلگراف؛
- حقوق ماهواره‌های ارتباطی.

## حقوق ارتباطات رایانه‌ای
- حقوق انفورماتیک؛
- حقوق اینترنت؛
- حقوق تله ماتیک.

## حقوق فناوری ارتباطات
- حقوق ارتباطات دور
- حقوق ارتباطات رایانه

## قلمرو مطالعاتی حقوق ارتباطات برمبنای شاخه‌های حقوقی
- حقوق کیفری ارتباطات
- حقوق عمومی ارتباطات
- حقوق بین‌المللی ارتباطات
- حقوق خصوصی ارتباطات

## تدریس در دانشگاه‌های ایران
در ایران این رشته تنها در دانشکده حقوق و علوم سیاسی دانشگاه علامه طباطبائی تدریس می‌شود. در سال ۱۳۸۶ برنامه آموزشی دوره کارشناسی ارشد حقوق ارتباطات در شورای عالی گسترش آموزش عالی وزارت علوم، تحقیقات و فن‌آوری مورد تأیید قرار گرفت و این شورا با تأسیس دوره مذکور در دانشگاه علامه طباطبائی موافقت کرد.
تأسیس دوره کارشناسی ارشد حقوق ارتباطات برای پاسخگویی به نیاز مبرم کشور به تأمین خدمات حقوقی ارتباطی و به‌ویژه کمک به آموزش تخصصی قضات، وکلای دادگستری، و مشاوران حقوقی دست اندرکار در مسائل حقوق مطبوعات و سایر وسایل ارتباط جمعی، و همچنین متخصصان حقوقی فعالیت‌های ارتباطات دور و فن‌آوری‌های نوین اطلاعات صورت گرفته‌است.
به همین منظور در این دوره دو گرایش خاص با عنوان‌های «حقوق ارتباطات جمعی» و «حقوق تکنولوژی‌های نوین اطلاعات» پیش‌بینی شده‌اند.
ایجاد این دوره با پیگیری‌های دکتر محمدرضا ضیایی بیگدلی و دکتر حسنعلی مؤذن‌زادگان رؤسای پیشین دانشکده حقوق و علوم سیاسی این دانشگاه و با کوشش‌های دکتر رؤیا معتمدنژاد و کمک‌های مشورتی دکتر کاظم معتمدنژاد (پدر علوم ارتباطات ایران) تحقق یافت.
نخستین دانشجویان این دوره از میان شرکت‌کنندگان در آزمون سراسری دوره‌های کارشناسی ارشد دانشگاه‌های کشور در سال ۱۳۸۷ انتخاب شدند.